# Об'єкт 282
Об'єкт 282 — дослідний радянський ракетний танк, створений на базі важкого танка Т-10. Серійно не вироблявся.

## Історія створення
«Об'єкт 282» розроблявся у спеціальному конструкторському бюро Завод імені Кірова в Ленінграді. Роботи було розпочато в 1957 році. До середини 1958 року дослідний зразок «Об'єкта 282» був відправлений на випробування, проте на озброєння машина прийнята не була, а всі роботи по танку були згорнуті.

## Опис конструкції

### Броньовий корпус та башта
Як одна з цілей при проектуванні «Об'єкта 282» ставилося завдання підвищення захисту екіпажу. Машина являла собою укорочене на одну ковзанку шасі важкого танку Т-10, на даху машини була встановлена башта командира. Лобова броня складалася з броньових листів завтовшки 150 мм, за лобовою бронею розташовувалась ніша з паливом, відгороджена від бойового відділення 30-мм броньовим листом. Подібна схема розташування паливних баків повинна була посилювати протикумулятивний захист машини.
У середній частині корпусу було бойове відділення. У передній частині бойового відділення знаходилося місце механіка-водія, за яким розташовувалося робоче місце командира-оператора. По бортах корпусу розташовувалися протитанкові ракети. У задній частині корпусу було змонтовано дві пускові установки.

### Двигун та трансмісія
Як силова установка на «Об'єкті 282» використовувався дизельний двигун А-7 (також відомий під позначенням В12-7) виробництва Челябінського тракторного заводу. Максимальна потужність двигуна становила 1000 к.с. Завдяки збільшенню висоти корпусу, під дахом моторного відділення був розташований циклонний очищувач повітря. Крім того, було змінено систему вихлопу та охолодження двигуна. Замість двох бортових ежекторів було встановлено один кормовий.